# حرب البريمي
حرب البريمي؛ نزاع البريمي كان سلسلة من المحاولات للتأثير على ولاءات القبائل والمجتمعات داخل واحة البريمي وماحولها من مناطق في أربعينيات وخمسينيات القرن الماضي، والتي بلغت ذروتها في نشوب نزاع مسلح بين القوات والقبائل الموالية للمملكة العربية السعودية وعمان وإمارات ساحل عُمان المتصالح (اليوم الإمارات العربية المتحدة)، التي اندلعت نتيجة نزاع إقليمي على منطقة توام، مقسمة اليوم بين محافظة البريمي في وأجزاء من الظاهرة في عُمان، ومدينة العين في المنطقة الشرقية من إمارة أبو ظبي، الإمارات العربية المتحدة. وكان السبب النزاع محاولة السعودية ضم واحة البريمي لها. تكمن جذورها في تقسيم المناطق القبلية والمجتمعات التي حدثت في الإمارات المتصالحة عندما كانت شركات النفط تسعى للحصول على امتيازات لاستكشاف المناطق الداخلية

## الخلفية
نشأ النزاع بسبب مطالبة المملكة العربية السعودية منذ فترة طويلة بملكيتهم للبريمي، وكان ذلك في عام 1949، حيث أدعت بالسيادة على جزء كبير من أراضي أبو ظبي حيث يشتبه في وجود النفط ومنطقة في دائرة 20 ميلاً حول مركز واحة البريمي. نشأت المطالبة بعد أن عبرت مجموعة جيولوجية من شركة الزيت العربية الأمريكية (أرامكو) «خط الرياض». كان هذا خطًا حدوديًا تم التفاوض عليه عام 1935 من قبل البريطانيين نيابة عن عمان وأبو ظبي مع المملكة العربية السعودية، الأمر الذي رفضته الأخيرة. رافق فريق أرامكو حراس سعوديون واستقبله باتريك ستوبارت، الذي كان آنذاك المسؤول السياسي البريطاني للإمارات المتصالحة. تم اعتقال ستوبارت لفترة وجيزة من قبل السعوديين، الذين نزعوا سلاح حراسه. وقاد الحادث البريطانيين إلى الاحتجاج رسميًا على ملك السعودية الملك عبد العزيز آل سعود. رد السعوديون بتوسيع مطالبتهم الإقليمية لتشمل الحق في التفاوض مع شيوخ البريمي / واحة العين بأكملها ومناطق جنوب وغرب أبوظبي.
اعتمد السعوديون على سابقة تاريخية (كانت الواحة تحت سيطرة الدولة السعودية الثانية في لعدة مرات في الفترة ما بين 1800-1869) لمطالباتهم، والتي واجهتها حجج من أبو ظبي ومسقط بناءً على أحداث أحدث. أدت الحجج إلى «اتفاقية لندن» لعام 1950 حيث نصت على توقف جميع عمليات الاستكشاف وتحركات القوات في المنطقة حتى يتم حل قضية السيادة. على الرغم من المفاوضات الجارية، حاول السعوديون استعادة الواحة.

## غزو حماسة
عُقد مؤتمر في الدمام في 28 يناير 1952، حضره وزير الخارجية السعودي وحكام أبو ظبي وقطر والمقيم السياسي البريطاني. بعد مداولات طويلة، تم تأجيل المؤتمر حتى فبراير، لكنه فشل في التوصل إلى اتفاق.
في 31 أغسطس 1952، عبرت مجموعة مؤلفة من حوالي 80 من الجنود (أو الحراس) السعوديين، 40 منهم مسلحون، بقيادة أمير رأس تنورة، تركي بن عبد الله العطيشان، منطقة أبوظبي واحتلت حماسة، وهي واحدة من ثلاث قرى عمانية في واحة البريمي والتي تدعي السعودية أنها جزء من المنطقة الشرقية. وقد ساعدهم في ذلك الشيخ راشد بن حمد من آل بو شامس، مما أثار حفيظة سلطان مسقط. كما تم الزج بشيخ النعيم في النزاع، على الرغم من محاولته البقاء بعيدًاعن النزاع في البداية. شرع تركي ورجاله في توزيع الهدايا من ملابس والأموال وامدادات أُخرى وعقد المآدب - وهي عادة شعبية في المنطقة الفقيرة. إجمالاً، جمع حوالي 95 توقيع دعم من خلال جهوده.
جمع سلطان مسقط وإمام عمان (بتعاون استثنائي) قواتهما لطرد السعوديين ولكن أقنعتهما الحكومة البريطانية بممارسة ضبط النفس انتظارًا لمحاولات تسوية النزاع عن طريق التحكيم. تم التوصل إلى اتفاق وقف إطلاق النار في أكتوبر 1952. وزيادة بريطانيا قوتها العسكرية في المنطقة، مع 100 من عُمان وإمارات ساحل عُمان المتصالح (TOL، والتي عُرفت لاحقًا باسم كشافة ساحل عُمان المتصالح)، وهي قوة مدعومة من بريطانيا مقرها في الشارقة، 300 جندي من محمية عدن، 7 سيارات مدرعة و14 لاند روفر مدعومة بـ 4 قاذفات لانكستر (اثنان منها مقرهما في القاعدة الجوية البريطانية في الشارقة واثنتان في الحبانية)، 3 طائرات أنسون في البحرين وعدد من مقاتلات غلوستر ميتيور مقرها في الشارقة. هذه كانت مدعومة من فرقاطتين. استُخدمت هذه القوات لحصار الوحدة السعودية، مع محاولات تعزيز تحويل دعم قوافل الشاحنات وقطارات الجمال من المملكة العربية السعودية. أمرت قوات كشافة ساحل عُمان المتصالح بنزع سلاح أي سعودي يحاول شغل المحاصرين وإعادته إلى المملكة العربية السعودية.

### التمرد
تبين أن الضباط من عدن يمثلون مشكلة: لقد تم تجنيدهم على عجل لأن قوات كشافة ساحل عمان المتصالح لم تكن قوة كبيرة بما يكفي لإدارة حصار البريمي بشكل فعال، ووصلوا إلى قاعدة كشافة ساحل عمان المتصالح في الشارقة كقوة سيئة التدريب مع فساد القادة. تم استبدال ضابطهم بالرائد أوتو ثويتس، الذي سبق له تدريب مفرزة من عدن بنجاح. سرعان ما اندلعت الاضطرابات واكتشف أن الرجال كانوا يبيعون الذخيرة لرجال القبائل المحليين وكان بعضهم على اتصال بالسعوديين. أعاد ثويتس عددًا من الرجال إلى الشارقة، ولكن كان هناك المزيد من المتاعب بشأن مقتل مدني في محاولة لكسر الحصار. اندلع تمرد عندما قبض ثويتس على الرجال المعنيين، حيث أطلق عدد من جنود محمية عدن النار وضغطوا من أجل إطلاق سراح رفاقهم. أمر قائد المجندين الرجال بالعودة إلى مواقعهم وأرسل زعماء التمرد إلى الشارقة، ولكن وقعت حادثة أخرى عندما حاول ثويتس إرسال ضابط صف إلى الشارقة. رفض الرجل الذهاب، وفتح مع اثنين آخرين، النار على ثويتس، مما أدى إلى مقتله وضابط بريطاني آخر ومساعد أردني. بعد هدوء الوضع، تم إبعاد جنود محمية عدن وإعادتهم إلى عدن، تاركين وراءهم فراغًا كبيرًا تم ملؤه في النهاية من قبل شركة من القاعدة الجوية البريطانية.

### التحكيم
بعد اتفاق التجميد في 30 يوليو 1954، تم الاتفاق على إحالة النزاع إلى محكمة تحكيم دولية. سمحت اتفاقية التحكيم بتواجد ضابط واحد وخمسة عشر رجلاً من كل من القوة السعودية وقبائل الإمارات المتصالحة في الواحة. تم تزويد القوات السعودية عن طريق الجو لأن أي طريق آخر كان غير عملي بالنسبة لهم. وكان من المقرر أن يتم التحكيم في جنيف.
في غضون ذلك، شرعت المملكة العربية السعودية في حملة رشوة للحصول على إعلانات الولاء القبلي التي ستستند إليها قضيتها. وقد امتدت هذه الحملة إلى الشيخ زايد بن سلطان آل نهيان، شقيق الشيخ شخبوط حاكم أبوظبي، وفي ذلك الوقت كان والي العين. تم الاتصال بزايد من قبل السعوديين، وعرضوا عليه 50% من العوائد النفطية في المنطقة، وسيارة جديدة و40،000 روبية. ثم عُرض عليه 400 مليون روبية، وفي الأخير، تم إبلاغه أن الممثل السعودي عبد الله القريشي يُر يد أن يهديه ثلاث مسدسات.
في عام 1955، بدأت إجراءات التحكيم في جنيف عندما اعترض المحكم البريطاني، السير ريدر بولارد، على محاولات المملكة العربية السعودية التأثير على المحكمة وانسحب - أحد القاضيين وقدم استقالته، والآخر هو الرئيس البلجيكي.
بالنظر إلى هذه الانتهاكات للاتفاقية، قررت الحكومة البريطانية من جانب واحد إلغاء اتفاقية التجميد والاستيلاء على الواحة في 25 أكتوبر 1955.

### غزو البريمي
خطط البريطانيون لاستخدام القوة الساحقة لإنهاء المسألة، وأرسلت 220 رجلاً، وسربان من طائرات كشافة ساحل عمان المتصالح ضد القوة السعودية الصغيرة. ومع ذلك، كانت العملية معقدة بسبب وجود أعداد كبيرة من البدو حول الواحة، بما في ذلك بني كعب من محضة تحت حكم الشيخ عبيد بن جمعة، الذين كانوا من رعايا مسقط لكنهم دعموا الشيخ راشد بن حمد من آلبو شامس، وهم أنفسهم كانوا قوة بارزة. وكان النعيم (وبني جابر والعزازنة وبني مزاحم)، تحت حكم الشيخ صقر النعيمي، مجهولة الحجم. كان الهدف من العملية هو إزاحة القوة السعودية بسرعة وإخراجها من المنطقة.
في 25 أكتوبر، سرعان ما استولى سكان ساحل عُمان المتصالح على الواحة وأسروا جميع أفراد الكتيبة السعودية الخمسة عشر تحت حكم الأمير السعودي بن نامي، الذي أصيب برصاصة وجرح طفيف عند محاولته مقاومة الاعتقال وإنقاذ صندوق يحتوي على حوالي 170.000 روبية. تم نقل القوة السعودية على متن طائرة تابعة لسلاح الجو الملكي فاليتا، والتي نقلتهم إلى الشارقة ثم إلى السعودية عن طريق البحر. وقعت معظم المعارك بعد استسلام السعوديين، حيث قامت القوة البدوية المكونة من حوالي 200 رجل بمقاومة حماسية لقوات ساحل عمان المتصالح. تم استدعاءطائرة أفرو لينكولن، لكن لم يستطيعوا استخدام مدافعها الرشاشة حيث كانت المنطقة مأهولة بالمدنيين.

## وقف إطلاق النار
كان الشيخ زايد وشقيقه الشيخ هزاع حاضرين أثناء الحدث ووافقوا على مساعدة البريطانيين على فتح المفاوضات مع شيوخ البدو، على الرغم من أنهم كانوا حذرين لأنهم لم يشاركوا في مشكلة عمانية - كانت القبائل تابعة لمسقط. ومع ذلك، كان لدى زايد أحد أكثر مستشاريه الموثوقين الذين يعملون خلف الكواليس في محاولة لوقف إطلاق النار بين النعيم وبني كعب وآلبو شامس وكشافة ساحل عُمان.
كانوا كشافة ساحل عُمان يخططون لهجوم ليلي على مواقع البدو، عندما وصلت الساعة 11 مساءً، وصل الشيخ صقر والشيخ راشد إلى معسكر صغير أنشأه إدوارد هندرسون، وهو مسؤول تنفيذي في شركة نفط معروف للشيوخ الذين تم انتدابهم إلى كشافة ساحل عمان. تم التفاوض على وقف لإطلاق النار وأرسل الشيخان وعائلتهما وأقرب أتباعهم جواً إلى البحرين (بعدها إلى دمام).
ترك الشيخ صقر خلفه كنزًا، حوالي عشرة صناديق مربوطة بالنحاس مملوءة بعملات فضية تصل إلى حوالي 175000 روبية.

## العَاقبَة
بعد الصراع، قرر البريطانيون تقسيم أراضي واحة البريمي والتخلي عن المناطق الواقعة تحت نعيم وآلبو شامس والبريمي وحماسة، وضمها إلى عُمان والأراضي الواقعة تحت يد الشيخ زايد، بما في ذلك قرية العين، إلى إمارة أبو أبوظبي.
استمر الخلاف والجدل لسنوات عديدة قادمة حتى تمت تسويته في عام 1974 بموجب اتفاقية، عُرفت باسم اتفاقية جدة 1974 بين الشيخ زايد (رئيس الإمارات العربية المتحدة آنذاك) والملك فيصل.